# Stelis ophioglossoides
Stelis ophioglossoides är en orkidéart som först beskrevs av Nikolaus Joseph von Jacquin, och fick sitt nu gällande namn av Olof Swartz. Stelis ophioglossoides ingår i släktet Stelis och familjen orkidéer. Inga underarter finns listade i Catalogue of Life.